# 別茲帕利采韋
49°0′22″N 36°43′19″E / 49.00611°N 36.72194°E
貝茲帕利采韋（烏克蘭語：Безпальцеве）是位於烏克蘭東部的村莊，由哈爾科夫州洛佐瓦區的布利茲紐基市鎮負責管轄。該村始建於1850年，面積0.19平方公里，海拔高度136米，2001年人口17，人口密度每平方公里89.5人。